# George Ariyoshi
George Ryoichi Ariyoshi (Honolulu, 12 de março de 1926) é um político e advogado americano, tendo sido o terceiro governador do Havaí entre 1974 a 1986. Ele é membro do Partido Democrata.